# 오만과 편견 그리고 좀비 (영화)
《오만과 편견 그리고 좀비》(영어: Pride and Prejudice and Zombies)는 2016년 공개된 미국과 영국의 좀비 코미디 영화로, 2009년 세스 그레이엄 스미스의 동명 소설을 원작으로 한다.

## 출연
- 릴리 제임스 - 엘리자베스 베넷 역
- 샘 라일리 - 다아시 역
- 잭 휴스턴 - 위컴 역
- 더글러스 부스 - 빙리 역
- 맷 스미스 - 콜린스 역
- 벨라 히스코트 - 제인 베넷 역
- 찰스 댄스 - Mr. 베넷 역
- 레나 헤디 - 캐서린 영부인 역
- 수키 워터하우스 - 키티 베넷 역
- 헤르미온느 코필드 - 카산드라 역
- 엠마 그린웰 - 캐롤라인 빙글리 역
- 아이슬링 로프투스 - 샤롯 역
- 돌리 웰스 - Mrs. 패더스톤 역
- 샐리 필립스 - Mrs. 베넷 역
- 다니엘 웨스트우드
- 자넷 헨프리 - 미망인 역
- 앤거스 케네디 - Mr. 킹스턴 역
- 찰리 앤슨 - Mr. 허스트 역
- 엘리 뱀버 - 리디아 베넷 역
- 밀리 브레디 - 마리 베넷 역
- 모르피드 클락 - 조르지아나 역
- 로버트 모건 - Mr. 필립스 역
- 리처드 브레인 - 블랙 슈트의 남자 역